# Pinheiro (Aguiar da Beira)
Pinheiro (piño en español) es una freguesia portuguesa del municipio de Aguiar da Beira, con 17,66 km² de área y 287 habitantes (2001). Densidad poblacional de: 16,3 h/km².
Localizada en la zona occidental del municipio, la freguesia de Pinheiro tiene como vecinos las freguesias de Aguiar da Beira al noreste, Coruche al oeste y Cortiçada al sureste y el municipio de Sátão al oeste.
Es la 3.ª freguesia del municipio en área, la 8.ª en población y la 12.ª en densidad demográfica.
- Datos: Q1445758
- Multimedia: Pinheiro (Aguiar da Beira) / Q1445758